# Mount Liptak
Mount Liptak ist ein über 3000 m hoher Berg mit Doppelgipfel im westantarktischen Ellsworthland. Er ragt 11 km südöstlich des Mount Craddock in der Sentinel Range des Ellsworthgebirges auf.
Der United States Geological Survey kartierte ihn anhand eigener Vermessungen und Luftaufnahmen der United States Navy zwischen 1957 und 1959. Das Advisory Committee on Antarctic Names benannte ihn 1961 nach Lester Harry Liptak (* 1930), Flugzeugmechaniker und Flugzeugführer einer Douglas DC-3 beim Luftaufklärungsflug über das Ellsworthgebirge im Januar 1958.